# Soud

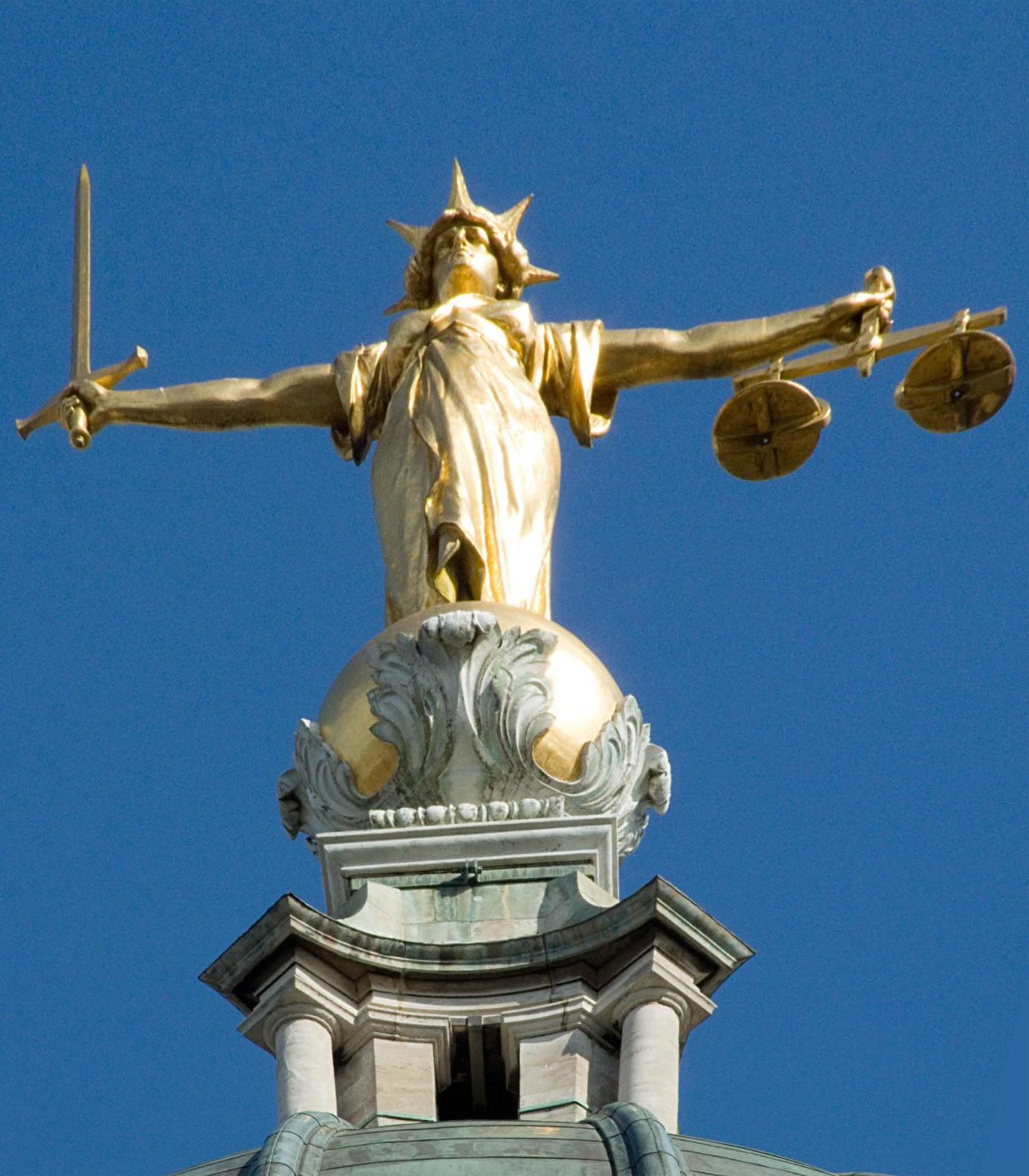
Justice na londýnském Old Bailey, sídlu Hlavního trestního soudního dvora Anglie a Walesu

Soud je nezávislý státní orgán vykonávající soudní moc. Poskytuje ochranu porušeným nebo ohroženým právům či jiným zákonem chráněným zájmům a pouze on rozhoduje o vině a trestu za trestné činy. Někdy také posuzuje zákonnost aktů orgánů moci výkonné nebo soulad právních předpisů s ústavou, případně rozhoduje o dalších otázkách, které jsou mu svěřeny. Rozhodování soudu se děje prostřednictvím soudců.
Jinou než soudní ochranu subjektivním právům mohou poskytovat další orgány veřejné moci, jestliže jsou k tomu zákonem zmocněny (např. telekomunikační spory či spory mezi spotřebiteli a finančními institucemi). Alternativou ke spornému soudnímu řízení je také rozhodčí řízení, protože rozhodčí nález rozhodnutí soudu plně nahrazuje a lze jej soudně zrušit jen na základě procesních vad.

## Soudní moc

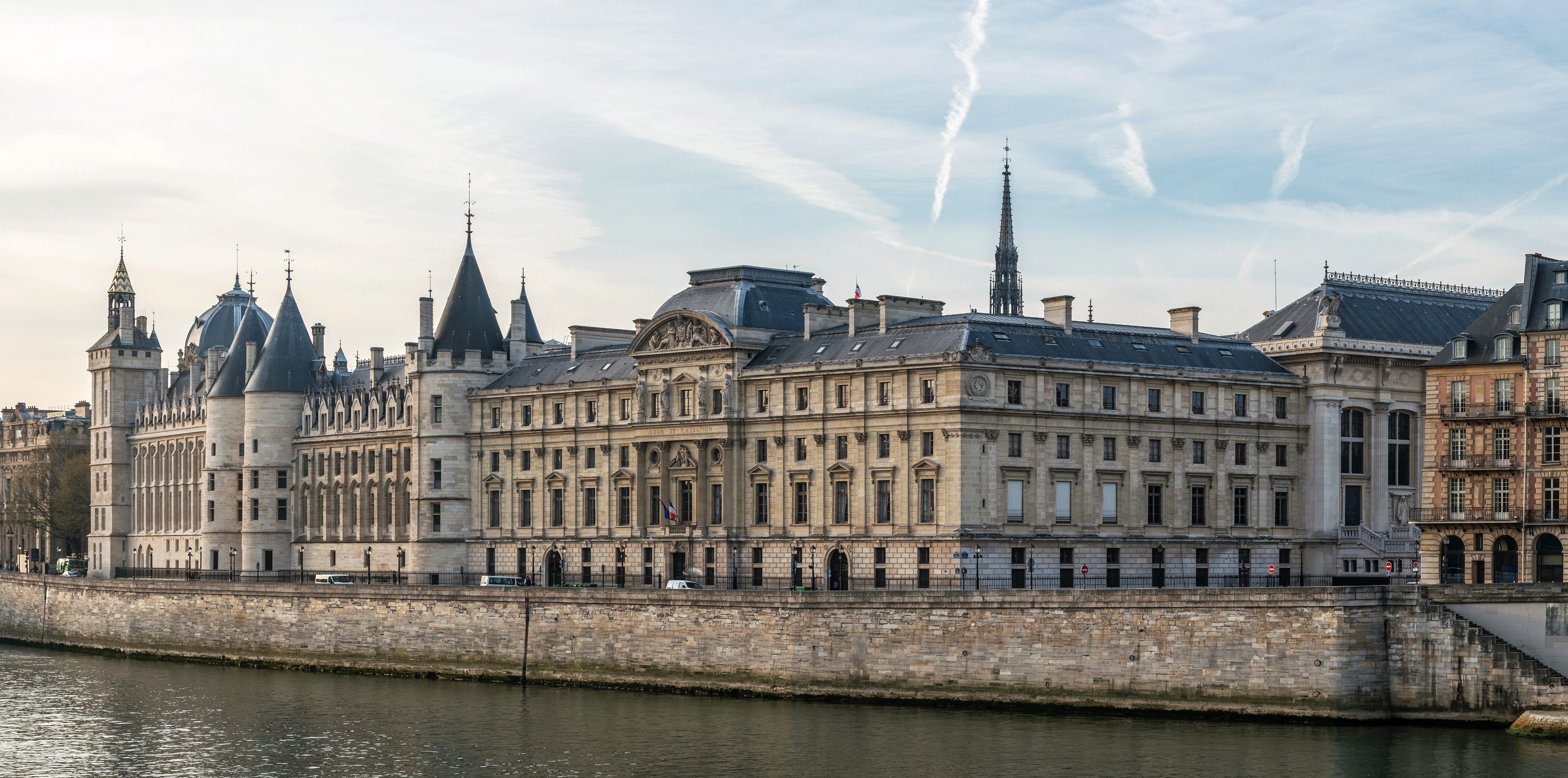
Justiční palác v Paříži, sídlo francouzského Kasačního dvora

Soudy jsou přímo určeny k tomu, aby vykonávaly soudní moc, někdy též označovanou jako justice nebo judikativa, což je vedle moci výkonné a moci zákonodárné jedna ze tří státních mocí. Tyto moci jsou navzájem odděleny a proto je postavení soudů charakterizováno nezávislostí a autonomií na ostatních orgánech státu. I přes tuto oddělenost a nezávislost jsou však dané moci částečně propojeny (princip tzv. checks and balancies), např. soudní rozhodování musí být vždy v rámci a mezích platných zákonů, které vytváří moc zákonodárná, protože soudce (nejde-li o soudce ústavního soudu) je při svém rozhodování právě zákony vázán. Vždy však může posoudit, zda jsou zákony platně vyhlášeny a někdy se v pochybnostech o jejich souladu se základními normami státu může obrátit na ústavní soud, aby tuto pochybnost buď vyvrátil, nebo aby ji potvrdil a rozporné zákony zrušil. Vůči orgánům moci výkonné jsou soudy v relativně více nezávislém postavení, protože jimi vydávaným podzákonným právním předpisům nepodléhají, ovšem moc výkonná, nejčastěji prostřednictvím ministerstva spravedlnosti, materiálně zajišťuje jejich fungování a má tak na ně nesporný nepřímý vliv.
Pro konkrétní výkon soudnictví pak platí některé základní zásady, které jsou obsaženy v ústavních normách, např. že každý se může u soudu domáhat svých práv, soud nemůže ve věci mu zákonem svěřené odmítnout rozhodnout (zákaz denegatio justitiae, odepření spravedlnosti) a všichni účastníci soudního řízení mají rovná práva a rovné postavení.

## Druhy soudů
Nejzákladnějším dělením soudů je podle jejich příslušnosti k právním kulturám. Soudy angloamerické oblasti rozhodují převážně podle závazných dřívějších soudních rozhodnutí, tzv. precedentů, soudním rozhodováním je tedy právo přímo tvořeno. Naopak soudy právní kultury kontinentální svá rozhodnutí činí na základě zákonů, právo tedy netvoří, ale zvlášť ho v každém jednotlivém případě nalézají. Další dělení pak spočívá v rozlišování na soudy obecné a soudy zvláštní, specializované.

### Obecné soudy

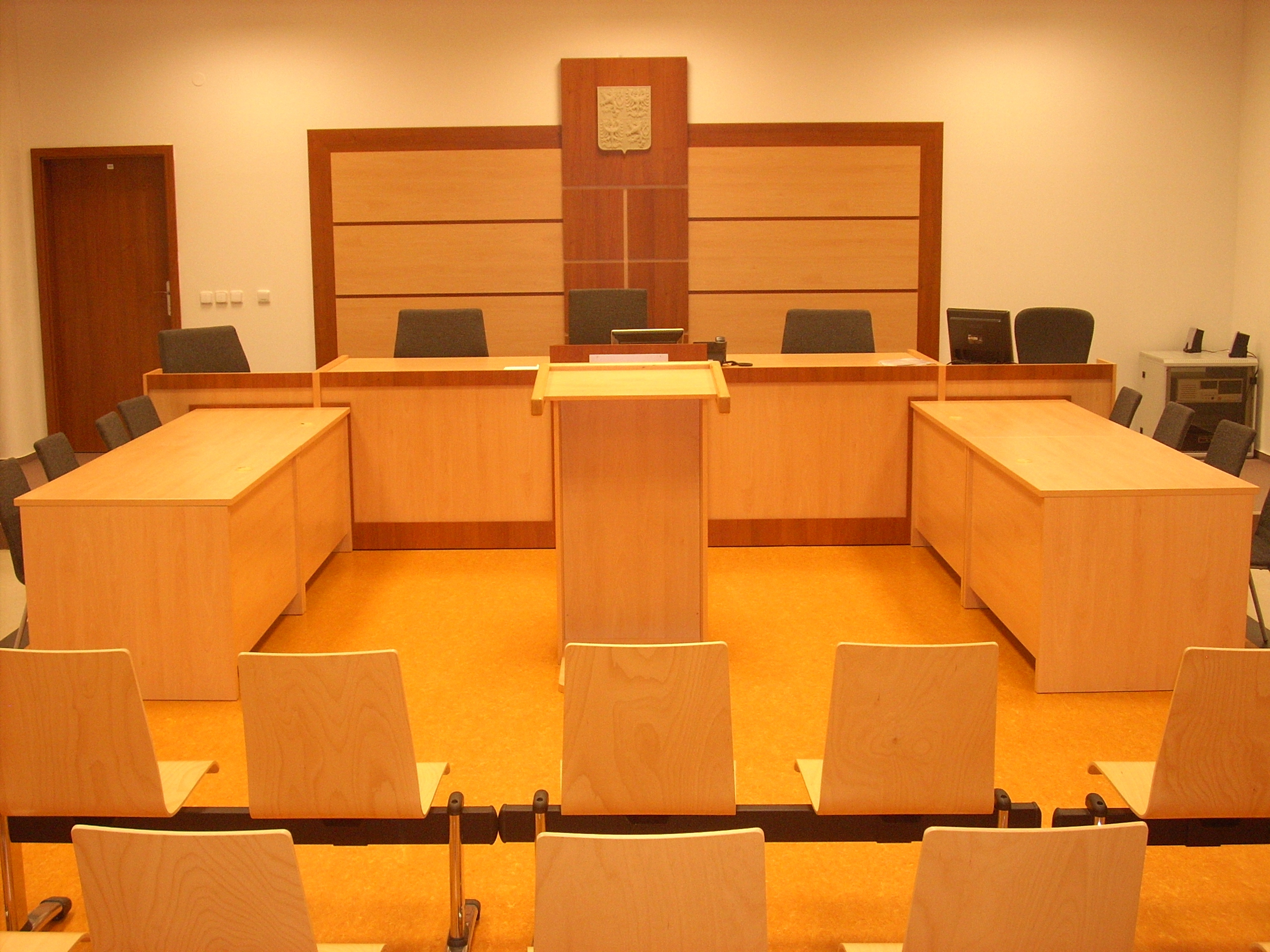
Soudní síň jihlavského okresního soudu

Obecné soudy nejsou specializovány na nějakou zvláštní agendu, ale rozhodují ve dvou základních oblastech, primárně svěřených soudní moci. Především v občanskoprávním, neboli civilním soudnictví (součástí je i soudnictví obchodní, rodinné či dědické) poskytují ochranu soukromým právům, a dále v trestním soudnictví rozhodují o vině a trestu za trestné činy. Označení obecných soudů pak odpovídá jejich postavení v soustavě soudů daného státu. Např. soustava českých soudů je čtyřčlánková:
1. nejvyšší soudy
2. vrchní soudy
3. krajské soudy
4. okresní soudy

Jde o články, nikoli o stupně, protože takto se soudy označují v konkrétním soudním řízení. Prvotně věc rozhoduje tzv. „soud prvního stupně“, případný řádný opravný prostředek řeší „soud druhého stupně“, nazývaný též odvolací, či apelační soud.

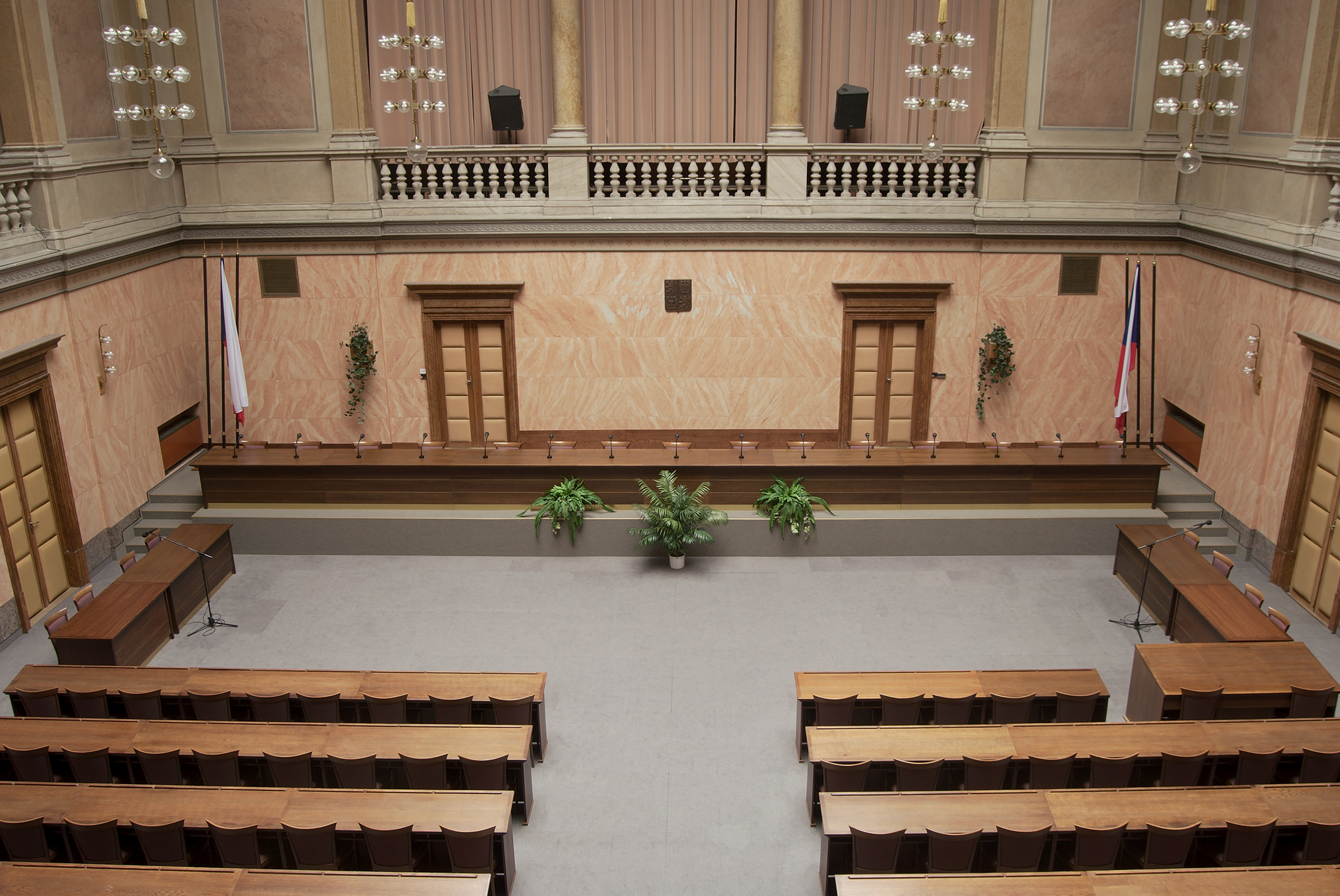
Sněmovní sál českého Ústavního soudu

### Zvláštní soudy
Mimo obecné soudy, tedy soudy v klasickém pojetí, se postupně vyvinuly i soudy zvláštní, jde zejména o soudy správní, kterým je svěřeno rozhodování o zákonnosti aktů orgánů veřejné správy, a soudy ústavní, střežící ústavnost dané země. Existence samostatných správních soudů ale není samozřejmostí, v České republice takto rozhodují v jediné instanci specializované senáty obecných krajských soudů a zvláštní Nejvyšší správní soud pak funguje jen pro mimořádné opravné prostředky a pro speciální správní agendu. Ve Francii je správní soudnictví dokonce svěřeno zvláštním nesoudním tribunálům. Obdobně specifické řešení je možno nalézt i u soudnictví ústavního, neboť zatímco v Evropě takové samostatné soudy existují, jako je např. Ústavní soud České republiky (tzv. koncentrovaný model ústavního soudnictví), v USA ústavnost zákonů mohou posuzovat v každém konkrétním případě soudy obecné (tzv. difuzní model ústavního soudnictví).
V některých státech mohou být i jiné zvláštní soudy mimo soustavu obecných soudů, například vojenské soudy, volební soudy, pracovní soudy nebo rejstříkové soudy (v České republice je volební soudnictví rozděleno mezi soudnictví správní a ústavní, pracovněprávní spory řeší soudy obecné, které mají také na starosti vedení veřejných rejstříků).
Kromě toho mohou existovat jiné instituce označované jako soud, které však nejsou orgánem státní moci. Příkladem může být církevní soud zřízený římskokatolickou církví pro vlastní potřebu, který rozhoduje podle kanonického práva.